# 塞尔奈昂多穆瓦
塞尔奈昂多穆瓦（法語：Cernay-en-Dormois，法語發音：[sɛʁnɛ ɑ̃ dɔʁmwa]）是法国马恩省的一个市镇，位于该省东北部，属于香槟沙隆区。

## 地理
塞尔奈昂多穆瓦（49°13'34"N, 4°45'59"E）面积24.82 平方千米，位于法国大東部大區马恩省，该省份为法国东北部内陆省份，北起阿登省，西北接埃纳省，西南接塞纳-马恩省，南至奥布省，东南接上马恩省，东临默兹省。
与塞尔奈昂多穆瓦接壤的市镇（或旧市镇、城区）包括：欧特里、布孔维尔、孔代莱索特里、多尔穆瓦地区丰坦、马西日、米诺库尔-勒梅尼勒莱叙尔吕、鲁夫鲁瓦-里蓬、塞尔翁-梅尔济库尔、图尔布河畔维尔。

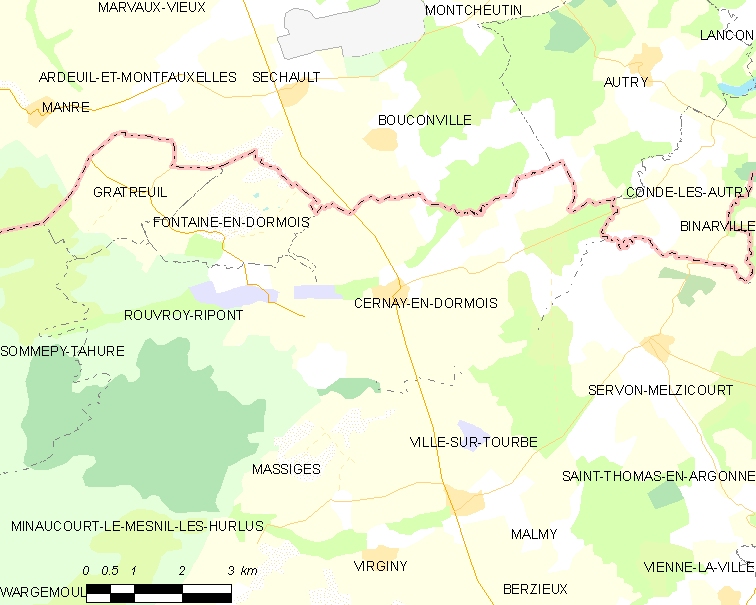
塞尔奈昂多穆瓦的OSM定位图

塞尔奈昂多穆瓦的时区为UTC+01:00、UTC+02:00（夏令时）。

## 行政
塞尔奈昂多穆瓦的邮政编码为51800，INSEE市镇编码为51104。

## 政治
塞尔奈昂多穆瓦所属的省级选区为阿戈讷-叙普-韦勒县。

## 人口

1962-2008年间塞尔奈昂多穆瓦人口变化图示

塞尔奈昂多穆瓦于2022年1月1日时的人口数量为134人。